# Botanische Gärten Glasgow

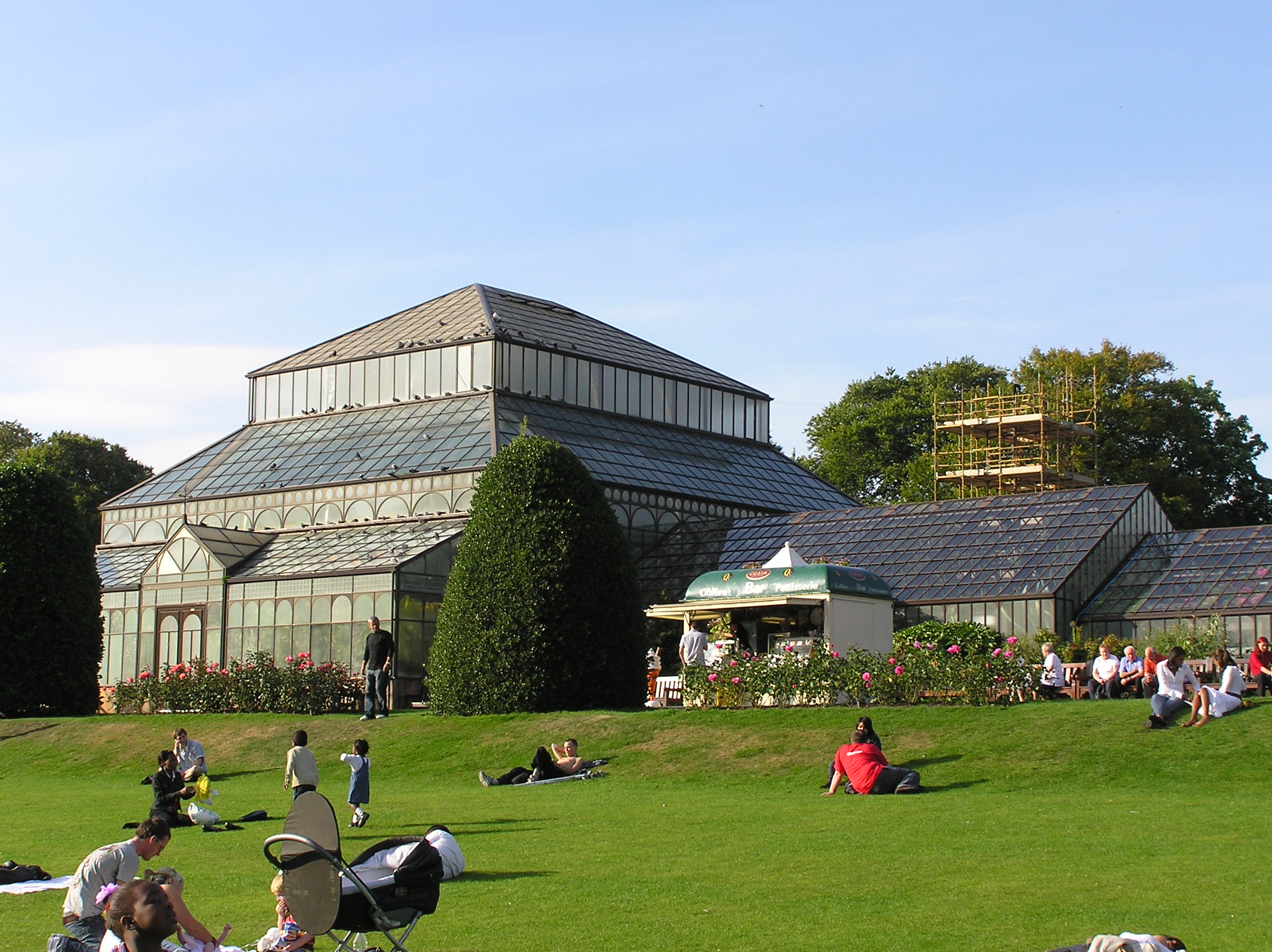
Die Botanischen Gärten

Die Botanischen Gärten Glasgow, Schottland, sind ein großer öffentlicher Park mit zahlreichen Gewächshäusern, von denen Kibble Palace der sehenswerteste ist. Die Gärten wurden 1817 erbaut und von der Royal Botanic Institution of Glasgow betrieben, ursprünglich für die Arbeit der Universität von Glasgow. Der Botaniker William Hooker war Regius Professor der Botanischen Gärten in Glasgow und trug zu deren Entwicklung bei, bevor er nach London ging, um dort Direktor in den Kew Gardens zu werden. Ursprünglich wurden die Gärten für Konzerte und andere Veranstaltungen genutzt. 1891 wurden die Gärten in die Parks und Gärten der Stadt Glasgow eingegliedert. 1987 wurden sie in das Inventory of Gardens and Designed Landscapes in Scotland aufgenommen.

## Kibble Palace

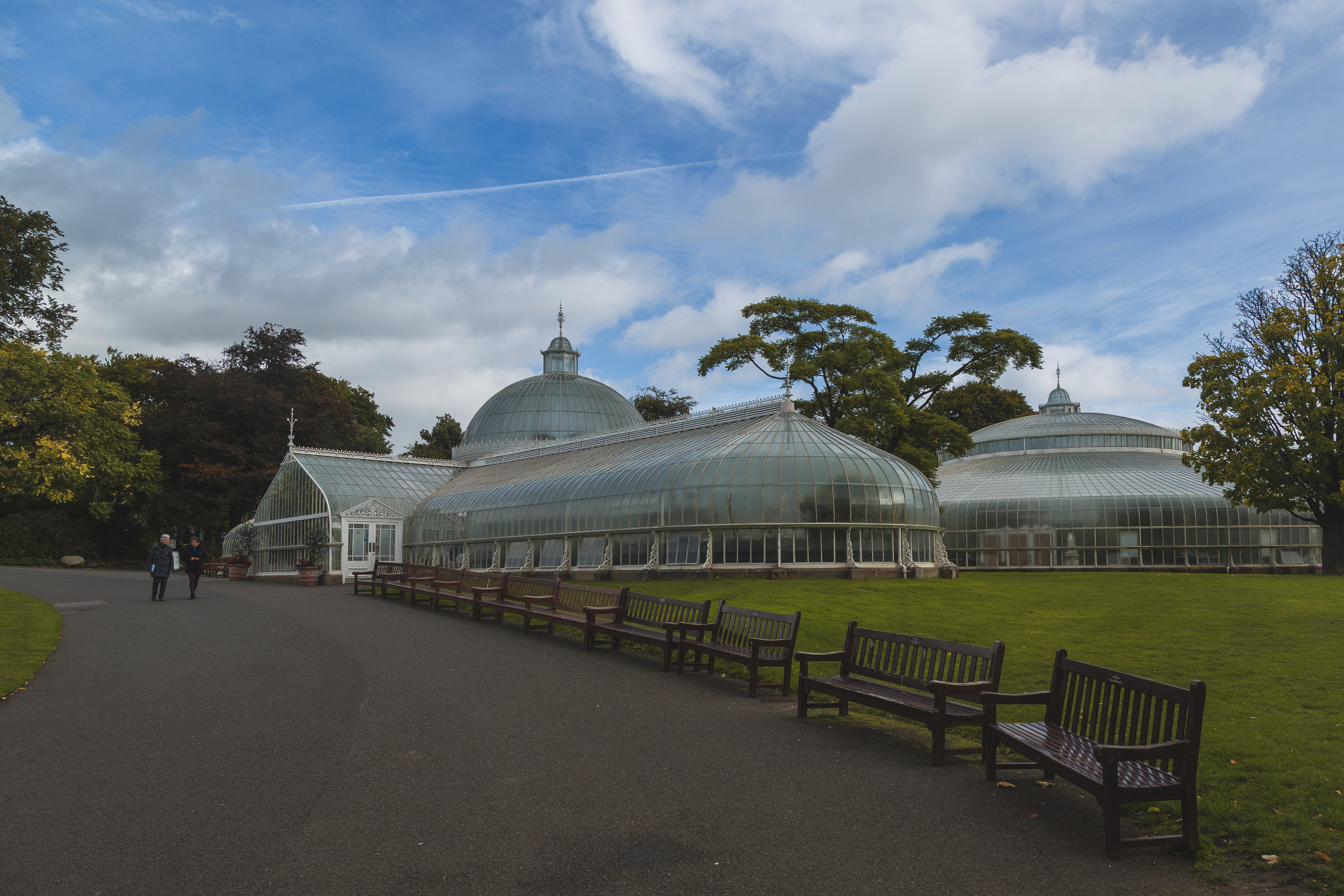
Kibble Palace

Der Kibble Palace ist ein Glashaus aus Glas und Gusseisen, das im 19. Jahrhundert gebaut wurde und eine Fläche von 2137 m² bedeckt. Ursprünglich wurde es von John Kibble für seine Heimat in Coulport in den 1860er Jahren entworfen; Walter Macfarlane stellte die Einzelteile her, die schließlich nach dem Transport von Boyd Paisley im Jahre 1873 an der heutigen Position zusammengebaut wurden.
Das Gebäude ist eine Zusammensetzung aus Stahl, Gusseisen und Glas. Ursprünglich wurde es als Ausstellungsort und für Konzerte genutzt, seit den 1880er Jahren dann auch als Treibhaus für Pflanzen. Benjamin Disraeli und William Ewart Gladstone wurden beide als Rektoren der Universität von Glasgow in diesem Gebäude in ihr Amt eingeführt. Später wurde das Gebäude dann nur noch für die Pflanzenaufzucht genutzt. Hauptsächlich wachsen dort australische Baumfarne, von denen manche älter als 120 Jahre sind.
2004 wurde das Gebäude für 7 Millionen Pfund saniert und Korrosion vom Stahl entfernt. Dazu musste das komplette Gebäude abgebaut werden, die Teile wurden dann in Shafton, South Yorkshire, ausgebessert. Ebenso mussten sämtliche Pflanzen zum ersten Mal in der Geschichte des Gewächshauses umziehen. Im November 2006 waren die Umbauarbeiten abgeschlossen.